# NGC 890
NGC 890 ist eine linsenförmige Galaxie vom Hubble-Typ SB0-a im Sternbild Triangulum am Nordsternhimmel. Sie ist schätzungsweise 181 Millionen Lichtjahre von der Milchstraße entfernt und hat einen Durchmesser von etwa 130.000 Lj.
Im selben Himmelsareal befindet sich u. a. die Galaxie IC 1793.
Das Objekt wurde am 13. September 1784 von Wilhelm Herschel entdeckt.